# شهود (برگسون)
شهود (برگسون)
شهود (به انگلیسی: Intuition) در نظر هنری برگسن (آنری برگسون)، نوع خاصی از شناخت، شبیه شناخت غریزی هست، ما را به باطن شیء می‌برد و از طبیعت منحصر به فردی که در آن است و الفاظ از بیان آن عاجز، می‌آگاهاند(همدلی عقلی)، برخلاف شناخت استدلالی یا تحلیلی، که فقط ظاهر شیء را به ما می‌شناساند. این شناخت، شبیه شناخت غریزی، و از حکم سریع مؤکد یا آگاهی غریزی به وقایع مفارق است.
برگسون به دلیل تلقی خاص خود از جهان به عنوان امری پویا و سیال به دنبال روش معتبری برای دست یابی به شناخت صحیح و خطاناپذیر است. در این مورد وی با در نظر گرفتن دیرند (استمرار) به عنوان حقیقت زمان نه تنها شهود را برای کسب دانش کارآمد می‌داند، بلکه آن را تنها روش حقیقی دست یابی به معرفت صحیح قلمداد می‌نماید و روش‌های دیگر را غیرقابل اطمینان می‌داند.
مفهوم شهود از جمله مفاهیم محوری در فلسفه است که به «آگاهی بی‌واسطه» تعریف می‌شود. افلاطون و دکارت و کانت، نیز قائل به آن بوده و شهود را یکی از طرق مهم وصول به حقیقت قلمداد کرده‌اند.
شهود برگسون امری عقلانی و نقطهٔ اتحاد دو منبع دیگر شناخت، یعنی هوش و غریزه است و زمانی حاصل می‌شود که این دو به خودآگاهی رسیده و متحد گردند. همچنین شهود برگسون آشکارا معطوف به زندگی است و هدف از آن اتحاد با حیات در طی فرآیندی خلاقانه است که این توجه به حیات نقشی محوری در تلقی برگسون از شهود دارد.
شباهت‌ها و تفاوت‌هایی در فلسفه برگسون با برخی فیلسوفان غرب چون افلاطون، فلوطین، دکارت، کانت، هیدگر و هوسرل؛ و نیز رویکرد برگسون در قبال مکاتب مختلف فلسفی مانند ایدئالیسم و رئالیسم و تجربه‌گرایی و عقل‌گرایی و فلسفهٔ تحلیلی و غیره وجود دارد.